# Заокський
Заокський — робітниче селище в Тульській області, Росія. Розташоване за 82 км на північ від Тули під 37° 20' східної довготи і 54° 45' північної широти на залізничній станції «Таруська» по лінії Москва — Харків. Населення — 7,2 тис. осіб (1998). Центр однойменного Заокського району.